# Danh sách ngày phi tiêu chuẩn
Một số ngày không chính thức được sử dụng trong lịch. Một số được sử dụng một cách mỉa mai, một số cho mục đích khoa học hoặc toán học, và một số cho lịch đặc biệt hoặc hư cấu.

## 0 tháng 1
0 tháng 1 là tên thay thế của ngày 31 tháng 12 năm trước.

### Trong lịch thiên văn
0 tháng 1 được sử dụng để nói tới ngày trước ngày 1 tháng 1 trong một năm thiên văn nhằm tránh nhắc tới năm cũ trước đó. Mặc dù vậy chức năng của nó không khác gì so với ngày 31 tháng 12 của năm trước.
0 tháng 1 cũng xuất hiện trong mốc tham chiếu cho giây thiên văn, "0 tháng 1 năm 1900 vào lúc 12 giờ giờ thiên văn". 0 tháng 1 năm 1900 (vào buổi trưa giờ Greenwich) cũng là mốc tham chiếu được sử dụng bởi Newcomb's Tables of the Sun, sau này trở thành ngày Julius tại Dublin.

### Trong phần mềm tin học
Trong chương trình Microsoft Excel, định dạng ngày năm 1900 có xuất hiện "January 0, 1900" (0 tháng 1 năm 1900).

## 30 tháng 2
30 tháng 2 có ở một số lịch, tuy nhiên không tồn tại trong lịch Gregory với 28 ngày trong năm thường và 29 ngày trong năm nhuận trong tháng hai.

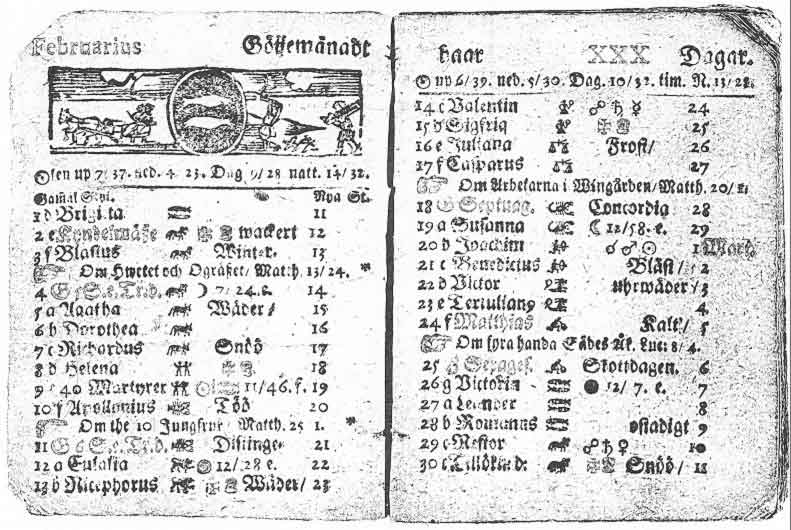
Lịch Thụy Điển tháng 2 năm 1712

## 31 tháng 2
31 tháng 2 là một ngày thường ghi trong các bia mộ khi không rõ ngày mất, và trong trường hợp mê tín.
Ngày này, cùng với các ngày 32 tháng 2 và 33 tháng 2 được dùng để tính toán dữ liệu thời tiết.

## 0 tháng 3
0 tháng 3 là tên thay thế cho ngày cuối cùng của tháng 2 (28 tháng 2 hoặc 29 tháng 2 trong các năm nhuận ). Nó được sử dụng thường xuyên nhất trong thiên văn học, kỹ thuật phần mềm, và tính toán ngày tận thế .

## 35 tháng 5
35 tháng 5 được sử dụng ở Trung Quốc đại lục để tránh kiểm duyệt khi đề cập đến các cuộc biểu tình trên Quảng trường Thiên An Môn năm 1989, nơi tên chính thức bị Đảng Cộng sản kiểm duyệt nghiêm ngặt, và sự kiện này thường được gọi là ngày 4 tháng 6. 
Nó cũng được sử dụng trong tựa đề Ngày 35 tháng 5, hay Conrad's Ride to the South Seas, một tiểu thuyết thiếu nhi của Đức xuất bản năm 1931.

## 31 tháng 6
Ngày 31 tháng 6 là một ngày hư cấu trong bộ phim Liên Xô ngày 31 tháng 6.
Đây cũng là ngày diễn ra một cuộc đột kích hư cấu của RAF vào nước Đức trong cuốn tiểu thuyết Máy bay ném bom năm 1970 của Len Deighton .

## 31.5 tháng 12
31.5 tháng 12 GMT năm 1924 là một thời điểm được định nghĩa để giải quyết sự tương phản giữa hai quy ước khác nhau trong việc xác định thời gian dân sự coi nửa đêm là 0 giờ.

## 32 tháng 12
32 tháng 12 là ngày của Hogswatchnight trong tác phẩm Hogfather của Terry Pratchett.

## Cải cách lịch
Bởi vì sự sắp xếp lại các tháng là một phần của lý do cải cách lịch, một số lịch cải cách, chẳng hạn như Lịch Thế giới và Lịch Hanke–Henry Permanent, chứa tháng hai có 30 ngày.